# Tetrapterys jussieuana
Tetrapterys jussieuana är en tvåhjärtbladig växtart som beskrevs av Franz Josef Niedenzu. Tetrapterys jussieuana ingår i släktet Tetrapterys och familjen Malpighiaceae. Inga underarter finns listade i Catalogue of Life.